# Capital Bra
Vlagyiszlav Balovackij (ukránul: Владислав Баловацький, Szibéria, Oroszország, 1994. november 23.) ismertebb nevén Capital Bra (IPA: [kɐpiˌtal ˈbɾa]), ukrán és orosz származású német rapper. Szibériában született egy kisvárosban, de Dnyiproban nőtt fel Ukrajnában. Fiatal korát az ukrán Dnyipro városában töltötte családjával. Anyjával még kiskorában Berlinbe költözött. Fiatal korában a BFC Dynamonál futballozott. Később kisebb bűncselekményeket követett el. Verekedések miatt gyakran iskolát kellett váltania. Kilencedik osztályban végleg szakított a tanulmányaival.11 évesen kezdte a rappelést és 2014-ben részt vett a Rap Am Mittwoch freestyle bajnokságon. Ezzel sikerült beindítani karrierjét rapperként, Capital Bra első stúdióalbuma, a Kuku Bra 2016 januárjában jelent meg ami a Hijackers gyártotta. Ezt követte a Makarow Komplex és Blyat amelyek februárban, a korábban említett pedig 2017 szeptemberében, majd sikerült is elfoglalni helyét a Top 5 of German-speaking Europe-ban. A negyedik stúdióalbuma, Berlin lebt (2018), Number One lett Németországban, Ausztriában, és Svájcban.

Ezt követő albuma Allein (2018), a második helyezést érte el a német album eladási grafikonon. Balovackij a legsikeresebb ebből a szempontból, 22 Number-One zenével Németországban.
1. ↑  https://www.musikexpress.de/capital-bra-wiki-infos-2128927/